# Littérature martiniquaise

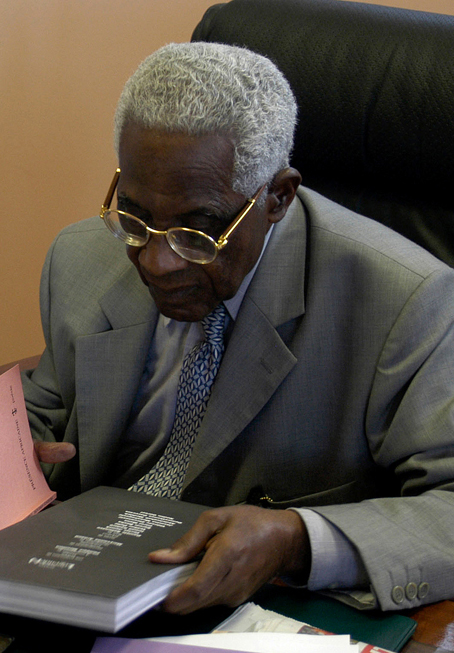
Aimé Césaire Poète et dramaturge auteur du Cahier d'un retour au pays natal. Il est un des fondateurs de la Négritude

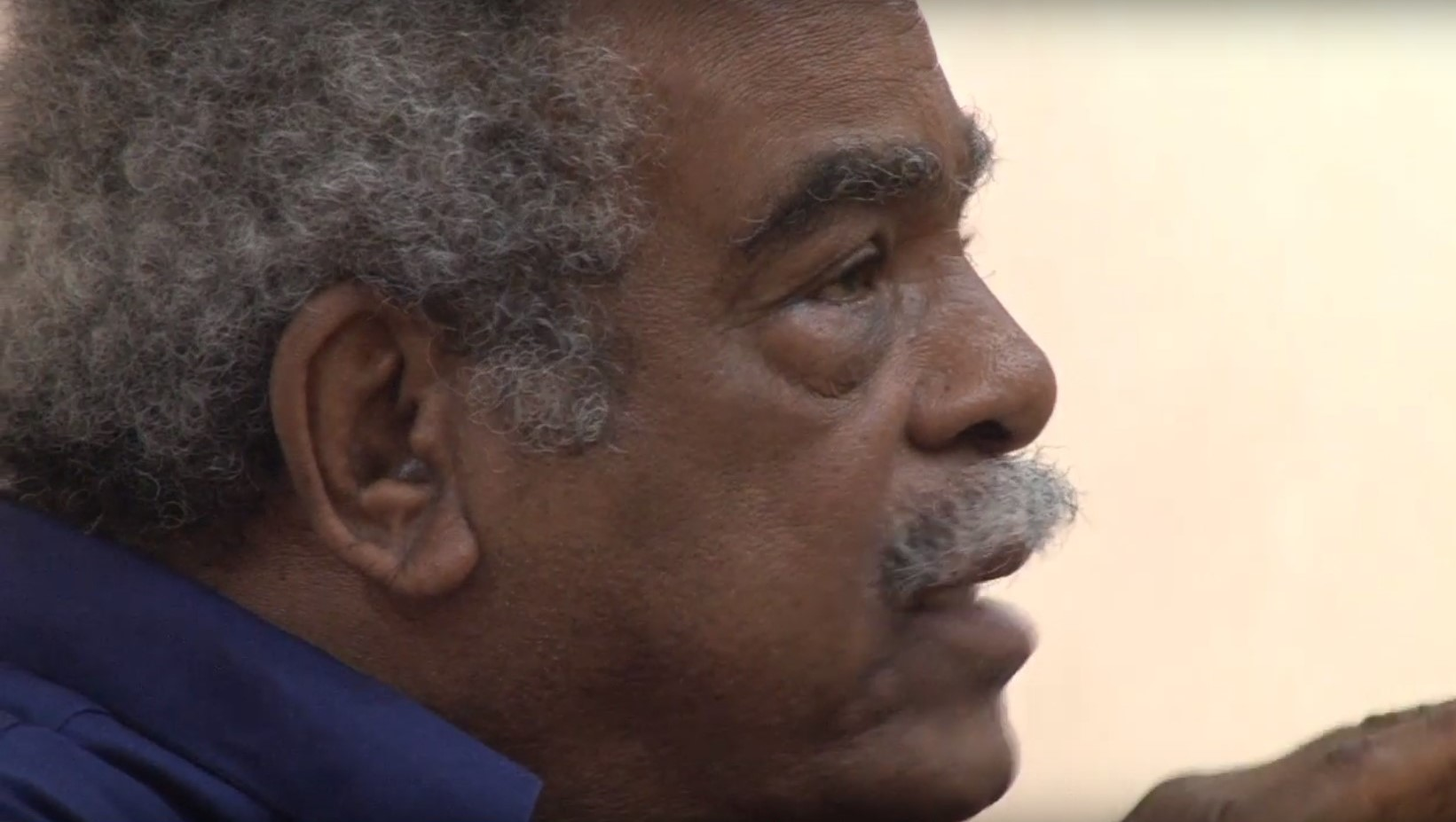
Edouard Glissant, romancier et essayiste, il obtient le Prix Renaudot en 1958, le Prix Puterbaugh aux États-Unis en 1989 et le Prix Roger Caillois en 1991. Edouard Glissant est fondateur du mouvement littéraire l'Antillanité et du concept philosophique « Le Tout Monde ».

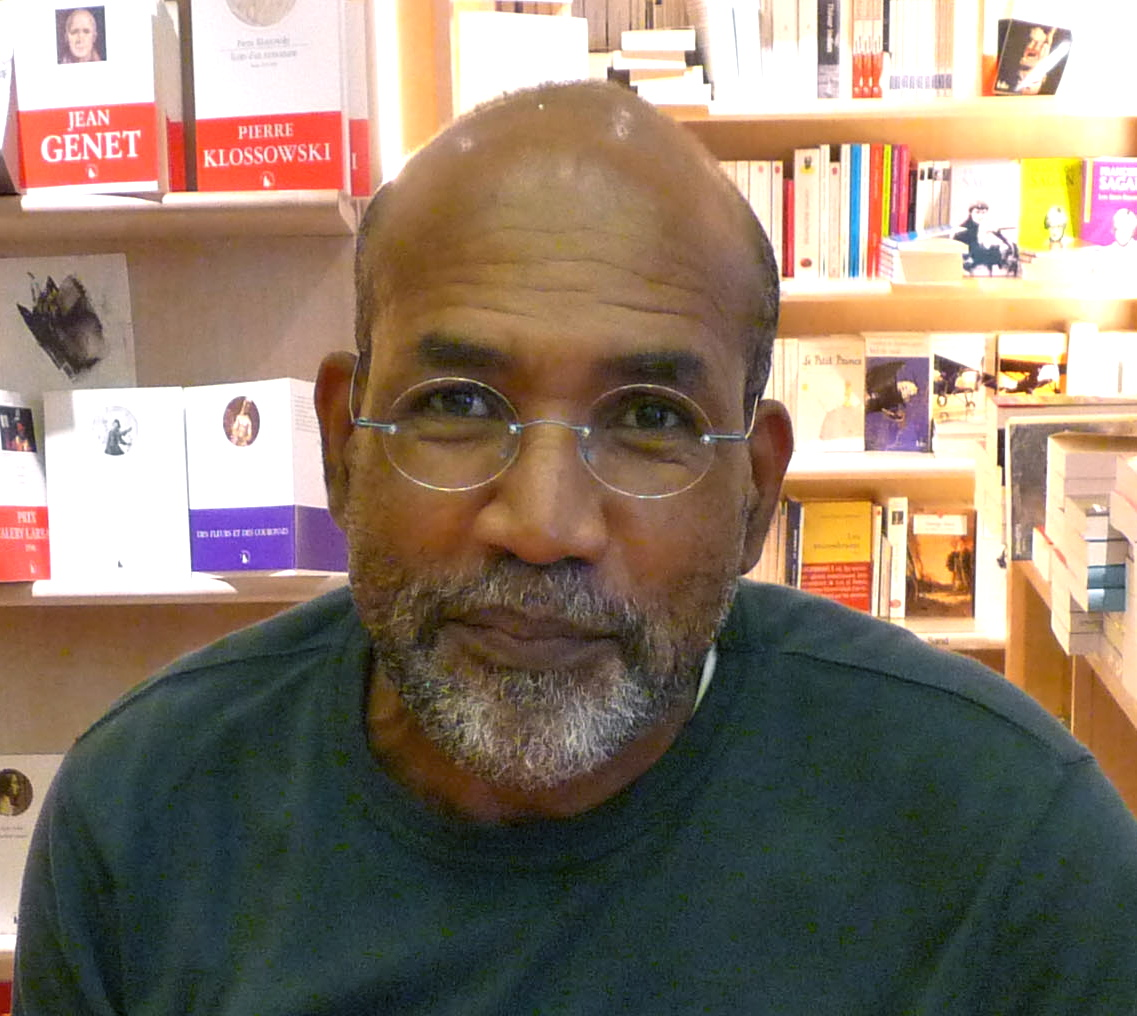
Patrick Chamoiseau, Romancier, essayiste et Prix Goncourt en 1992 pour son roman Texaco, commandeur de l'ordre des Arts et des Lettres en 2010, Docteur Honoris Causa de l'université de Parme en Italie en 2021, lauréat du Prix Marguerite Yourcenar en 2023. Il est cofondateur du mouvement littéraire la Créolité

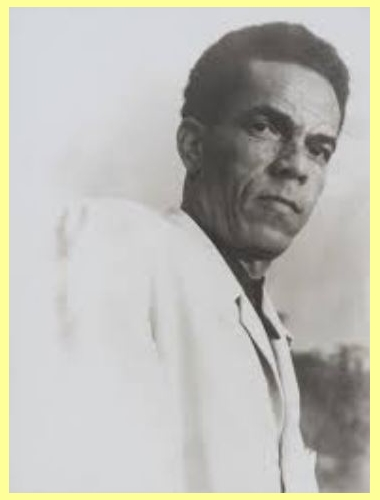
René Ménil, Philosophe, essayiste, Prix Frantz Fanon en 1999. Il est en 1932, l'un des initiateurs de la littérature martiniquaise engagée dans Légitime défense.

La littérature martiniquaise, orale et écrite, des habitants de la Martinique (<400 000 résidents environ en 2022), fait partie des littératures francophones et créolophones. Cette littérature évoque régulièrement les questions identitaires, l'émigration, le rapport à l'Afrique, aux étrangers, au métissage. Les romans s'inspirent de contes traditionnels, de motifs culturels anciens, de l'histoire économique et sociale.

## Liste alphabétique d'écrivains martiniquais
- Jacques Adélaïde-Merlande (1933-)
- Sabine Andrivon-Milton (1970-)
- Alain Agat (1964-)
- Alfred Alexandre (1970)
- Jean-Pierre Arsaye (ht) (1948-)
- Victor Jean-Louis Baghio'o (1910-1994)
- Jean Bernabé (1942-2017)
- René Bonneville (1871-1902)
- Daniel Boukman (1936-)
- Roland Brival (1950-)
- Guy Cabort-Masson (1937-2002)
- Nicole Cage-Florentiny (1965-)
- Mayotte Capécia (1916-1955)
- Marie-Magdeleine Carbet (1902-1996)
- Paule Cassius de Linval (1898-1970)
- Aimé Césaire (1913-2008)
- Ina Césaire (1942-)
- Suzanne Césaire (1915-1966)
- Patrick Chamoiseau (1953-)
- Nadia Chonville (1989-)
- Raphaël Confiant (1951-)
- Tony Delsham (1946-)
- Georges Desportes (1921-2016)
- Suzanne Dracius (1951-)
- Victor Duquesnay (1872-1920)
- Jude Duranty (Jid, 1956-)
- Françoise Ega (1920-1976)
- Max Élisée (1947-)
- Frantz Fanon (1925-1961)
- Édouard Glissant (1928-2011)
- Gilbert Gratiant (1895-1985)
- Marie-Reine de Jaham (1940-)[1]
- Mireille Jean-Gilles (1962-)
- Marie-Thérèse Julien Lung-Fou (1909-1981)
- Fabienne Kanor (1970-)
- Véronique Kanor
- Jeannine Lafontaine dit "Jala" (1953-)
- José Le Moigne (1944-)
- Étienne Léro (1910-1939)
- Yva Léro (1912-2007)
- Georges-Henri Léotin[2]
- Térez Léotin (1947-)[3],[4]
- André Lucrèce (1946-)
- Michelle Maillet (1948-)
- René Maran (1887-1960)
- Georges Mauvois (1922-2018)
- René Ménil (1907-2004)
- Monchoachi (1946-)
- Jeanne Nardal (1902-1993)
- Paulette Nardal (1896-1985)
- Nady Nelzy[5]
- Gaël Octavia (1977-)
- Xavier Orville (1932-2001)
- Roger Parsemain (1944-)[6]
- Eric Pézo[7]
- Vincent Placoly (1946-1992)
- Audrey Pulvar (1972-)
- Jonas Rano (1949-)
- Alain Rapon[8]
- Raymond Relouzat (ht) (1939-2009)[9]
- Clément Richer (1914-1971)[10]
- Jean-Marc Rosier (1976-)
- Léonard Sainville (1910-1977)[11]
- Virgile Savane dit Salavina (?1865-1940)
- Julienne Salvat (1932-2019)
- Raphaël Tardon (1911-1967)
- Alexandre Tellim[12]
- Daniel Thaly (1879-1950)
- Simone Yoyotte (1912-1936)
- Joseph Zobel (1915-2006)

## Générations

### Avant 1900
- Virgile Savane dit Salavina ou A. Salavin (?1865-1940?)[13], poète et chroniqueur, Saint-Pierre, ou la Venise tropicale (1870-1902), (1907-)1909 [14], Les Tropicales (1921)[15]
- Henri Jean-Louis (1874-1958) (Henri Jean-Louis (Jeune), HJL, alias Baghio'o)[16], employé, avocat, poète, dramaturge, essayiste, L’Île bleue (1904), L'enfant du barbare[17], Un pédagogue nègre. Vie et oeuvre de Booker Washinton[18], La Martinique poétique (1936), La Bible de la Santé ou le Dictionnaire de Médecine Créole (1949)...
- Daniel Thaly (1879-1950), poète, régionaliste ("doudouiste" pour ses détracteurs). Il est l'auteur du célèbre poème "l'Ile lointaine" je suis né dans une île amoureuse du vent...
- Gilbert Gratiant (1895-1985), enseignant, poète, Fab' Compè Zicaque (1950), Une jeune fille majeure – Credo des sang mêlé ou je veux chanter la France, Martinique à vol d’abeille (1961)...
- Paulette Nardal (1896-1985), journaliste, femme de lettres, première femme noire à étudier à la Sorbonne, salon littéraire (de la négritude)
- Paule Cassius de Linval (1898-1970), écrivaine, conteuse et poétesse. En 1961, son recueil de contes "Mon pays à travers les légendes" a été couronné par le prix Montyon
- René Maran (1887-1960), romancier. Il est lauréat du prix Goncourt en 1921 pour son roman Batouala, dont la préface dénonce la façon dont les territoires colonisés et leur population sont gérés. il est le premier écrivain noir de l'histoire à recevoir ce prix littéraire prestigieux.

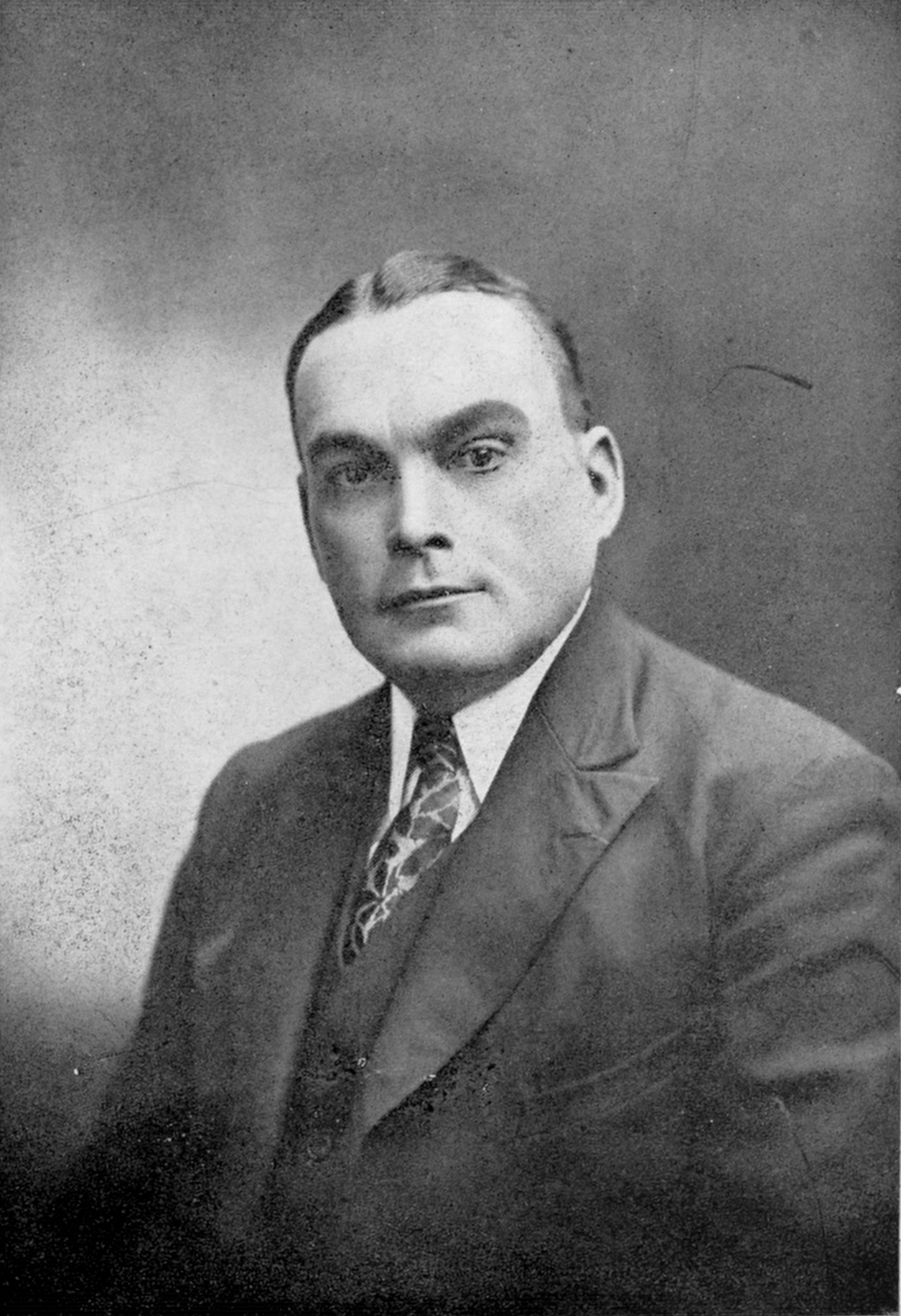
Daniel Thaly.
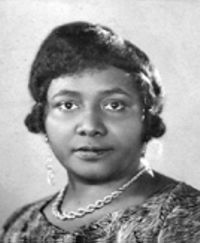
Paulette Nardal.
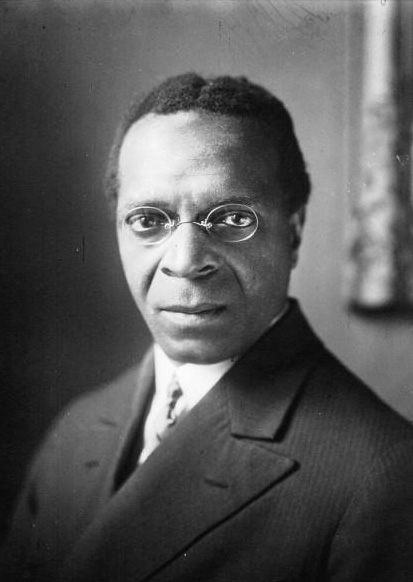
René Maran.

### 1900
- Jeanne Nardal (1902-1993), enseignante, essayiste, philosophe, figure du salon parisien de la négritude
- René Ménil (1907-2004), essayiste, philosophe, Légitime défense (1932)
- Jean-Louis Baghio'o (1910-1994)[19], Issandre le mulâtre, Les Jeux du soleil, Le Flamboyant aux fleurs bleues, Le Colibri blanc
- Raphaël Tardon (1911-1967), poète, conteur, romancier, Starkenfirst (1948), La Caldeira...
- Aimé Césaire (1913-2008), poète, dramaturge, essayiste, biographe, politique, Cahier d'un retour au pays natal (1939), Les Armes miraculeuses (1946), Discours sur le colonialisme (1950), La Tragédie du roi Christophe (1964)
- Joseph Zobel (1915-2006), romancier, poète, La Rue Cases-Nègres (1950)
- Yva Léro (1912-2007), Romancière et peintre, elle est l'auteure de La Plaie, Peau d'ébène et Doucherie.
- Marie-Magdeleine Carbet (1902-1996), romancière, son roman le plus connu est "Rose de ta grâce". En 1970, elle a reçu le Prix littéraire des Caraïbes.
- Suzanne Césaire (1915-1966), poétesse, dramaturge, essayiste, Le Grand camouflage (1945), Aurore de la liberté (1955)
- Mayotte Capécia (1916-1955)[20],[21],[22], Je suis martiniquaise (1948), La Négresse blanche (1950)
- Clément Richer (1914-1971)[23], romancier auteur notamment de "Ti Coyo et son requin" et de "L'homme de la Caravelle". Il obtient en 1941 et en 1948 le Prix Paul Flat de l'Académie française pour ses romans "Le dernier voyage de Pembroke" et "La croisière de la Priscilla" et le Prix Marianne en 1939. Son roman "Ti Coyo et son requin" a été traduit en anglais, en espagnol et en néerlandais[10].

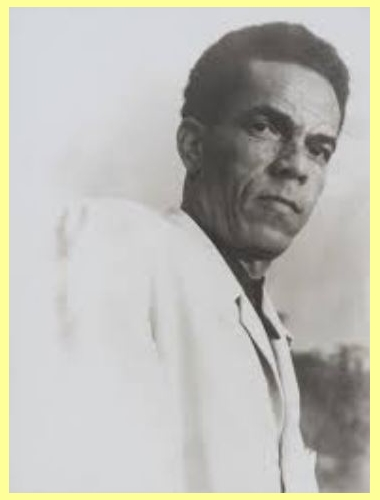
René Ménil.
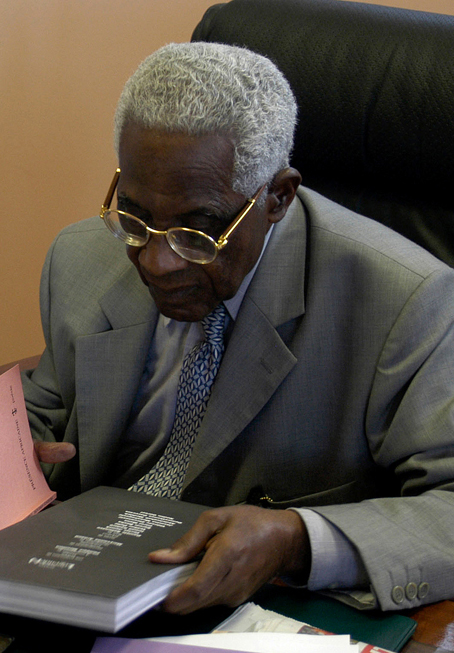
Aimé Césaire.

### 1920
- Françoise Ega (1920-1976)[24] (Françoise Marcelle Modock, Maméga), Le temps des madras (1966), Lettres à une Noire (1978), L’alizé ne soufflait plus (Antan Robè) (2000)
- Georges Desportes (1921-2016), Les Marches souveraines (1956), Sous l'œil fixe du soleil (1961), Cette île qui est la nôtre (1973)...
- Georges Mauvois (1922-2018), romancier, nouvelliste, dramaturge, politique, Gélius et son disciple ou Paroles de mangouste (2000), Agénor Cacoul, Misié Molina, Man Chomil, Nasse et Filbec, Le Guichet, Arrivée d’ Paris, Ovando, Jazz, Dézagréman, Antigòn, Don Jan...
- Frantz Fanon (1925-1961), psychiatre, essayiste[25], Peau noire, masques blancs (1952), Les Damnés de la Terre (1961)
- Édouard Glissant (1928-2011), poète, romancier, essayiste, philosophe, La Lézarde (1958), Le Quatrième Siècle (1964), Tout-Monde (1995), ''Philosophie de la relation (2009)

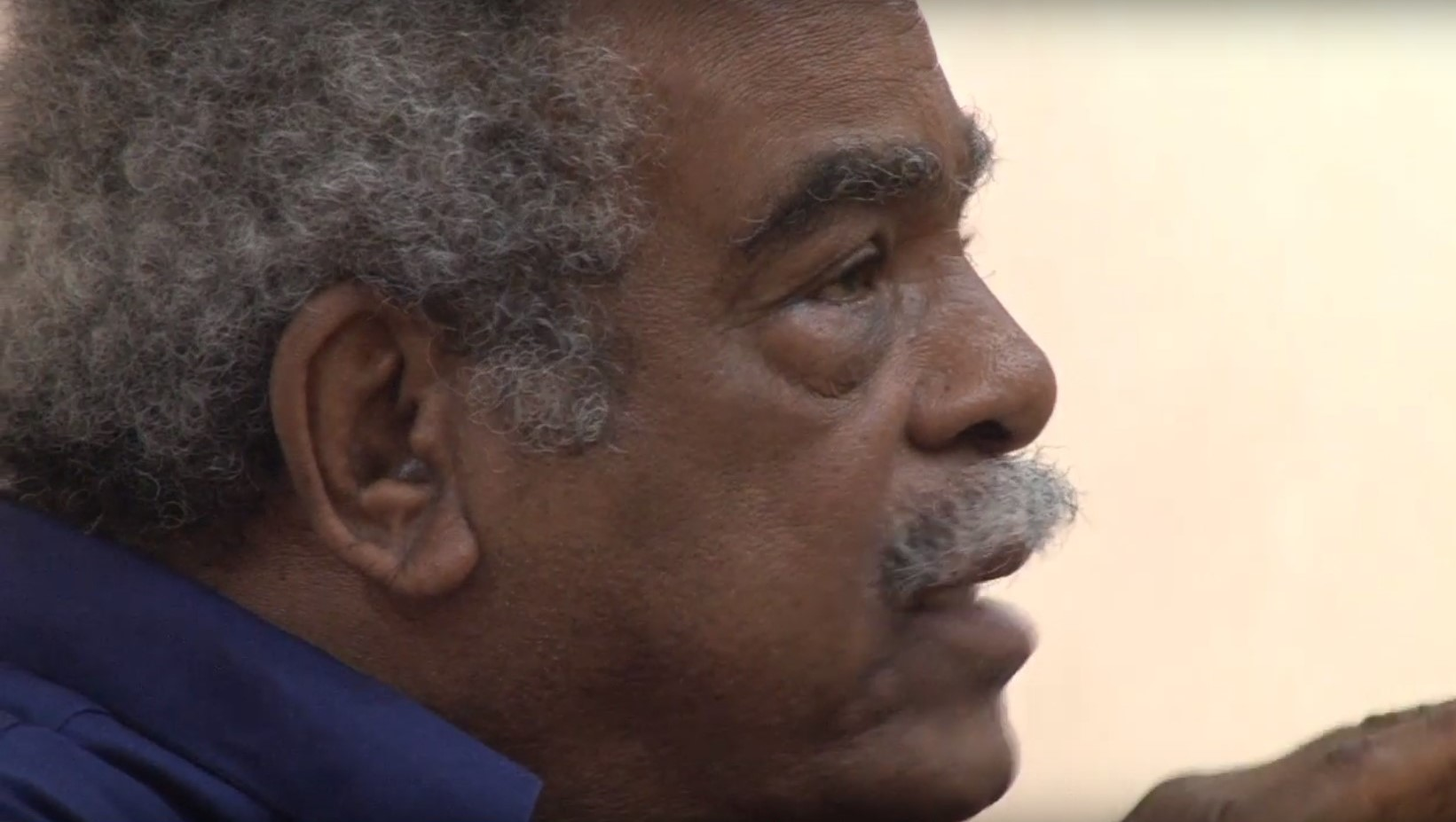
Édouard Glissant.

### 1930
- Xavier Orville (1932-2001), romancier, nouvelliste, dramaturge, Délice et le Fromager (1977), L’Homme au sept noms et des poussières (1980), Moi, Trésilien-Théodore Auguste (1996)...
- Julienne Salvat (1932-2019), comédienne, romancière, poétesse, Tessons enflammés, La Lettre d’Avignon, Fleurs en terre volcanique...
- Jacques Adélaïde-Merlande (1933-), historien, Histoire générale des Antilles et des Guyanes, des Précolombiens à nos jours (1994)
- Daniel Boukman (1936-), poète, dramaturge, Chants pour hâter la mort du temps des Orphées, ou Madinina île esclave
- Guy Cabort-Masson (1937-2002), romancier, essayiste, Pourrir, ou Martyr un peu, La Mangrove mulâtre (1986), La Passion Raziéla (1987), Qui a tué le Béké de Trinité (1989)...
- Raymond Relouzat (ht) (1939-2009)[9]

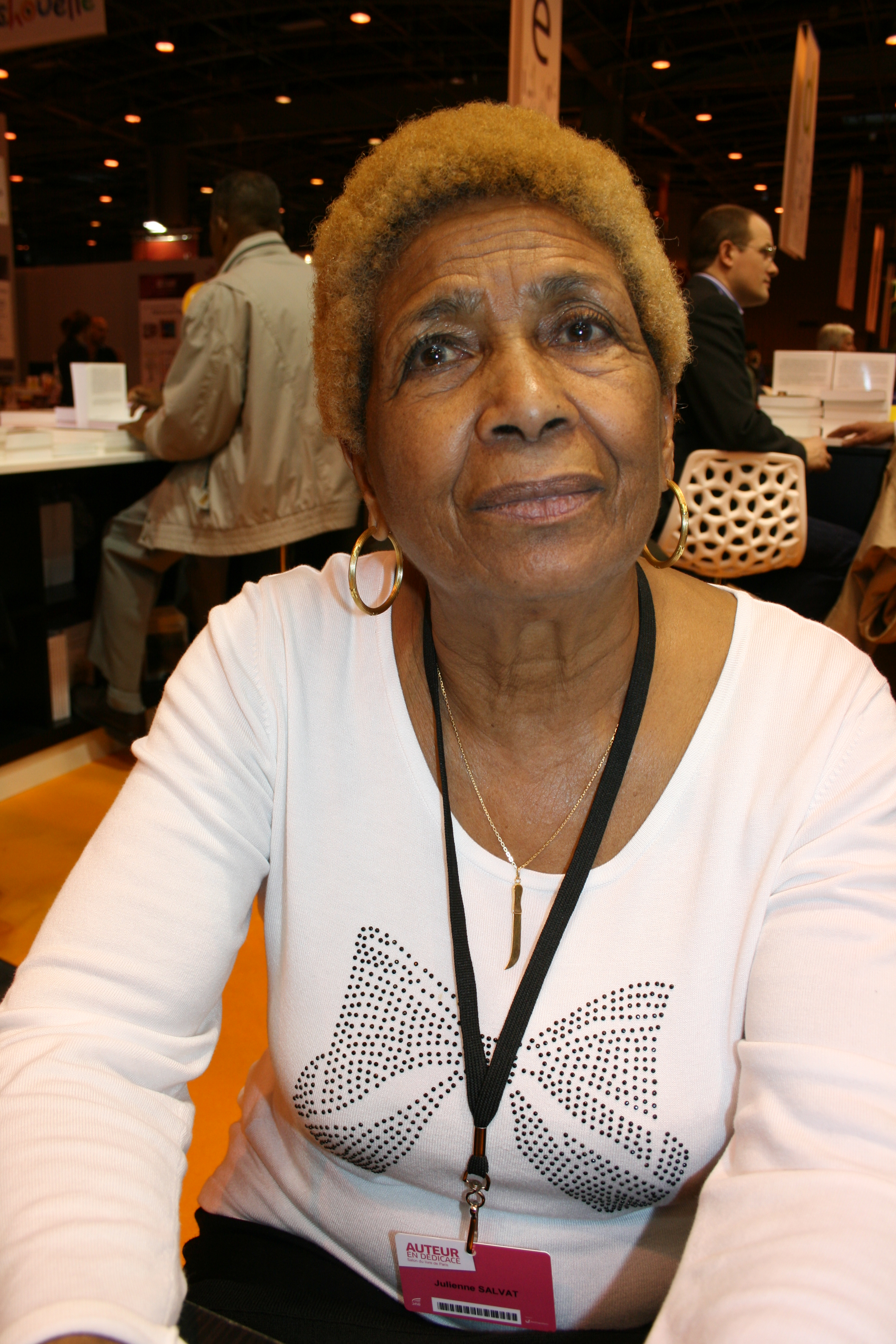
Julienne Salvat.

### 1940
- Marie-Reine de Jaham (1940-)[1] La Grande Béké (1989), Le Maître-savane, Le Libanais, L’Or des îles...
- Ina Césaire (1942-)[26], L'enfant des passages ou La geste de Ti-Jean (1987), Zonzon Tête Carrée (1994), Eau-mémoire (2006)  Rosanie Soleil (2011)...
- Jean Bernabé (1942-2017), linguiste, écrivain, La Fable créole (2001), La Graphie créole (2001), La Malgeste des mornes (roman, 2006)...
- Roger Parsemain (1944-)[27], enseignant, poète, nouvelliste, Prières chaudes (1982), L’œuvre des volcans (2009)...
- José Le Moigne (1944-)[28],[29], Chemin de la mangrove (1999), Madiana (2001), Tiré chenn-la en tèt en mwen ou l’eslavage raconté à la radion (2004), Une ritournelle (2007)...
- André Lucrèce (1946-), poète, critique, essayiste, romancier, La Pluie de Dieu, La Sainteté du monde...
- Vincent Placoly (1946-1992), romancier, La vie et la mort de Marcel Gonstran, L’eau-de-mort guildive, Frères Volcans, Le cimetière des vaincus, Une journée torride...
- Monchoachi (1946-) (André Pierre-Louis), poète, traducteur, Disidans, Kompè Lawouzé, Bèl Bèl Zobel, Nuit gagée, L’Espère-geste...
- Tony Delsham (1946-), journaliste, dramaturge, romancier, Le Salopard (1971), Le Siècle (1993-1999), Filiation (2004-2005)
- Max Élisée (1947-), réalisateur, romancier, Mémoires d’un Chabin (1998), Un jour, je te dirai… (2003), Le Kishkanu Noir, ou le songe du Flamboyant (207)...
- Jean-Pierre Arsaye (ht) (1948-)

### 1950
- Roland Brival (1950-), plasticien, compositeur, marionnettiste, écrivain, Les fleurs rouges du flamboyant
- Raphaël Confiant (1951-), romancier, Le Gouverneur des dés, Eau de café (1991), La Panse du chacal (2004)
- Suzanne Dracius (1951-), nouvelliste, romancière, dramaturge, poétesse, L’Autre qui danse (1989), Rue Monte au Ciel (2003)
- Patrick Chamoiseau (1953-), romancier, essayiste, dramaturge, Chronique des sept misères (1986), Texaco (1992), Les Neuf Consciences du Malfini (2009)
- Jeannine Lafontaine (Jala, 1953-), conteuse, auteure, marionnettiste, éditrice
- Jude Duranty (Jid, 1956-), auteur-compositeur, musicien, chanteur, écrivain
- Bernard Lagier (1958-), dramaturge, Moi chien créole (2007)

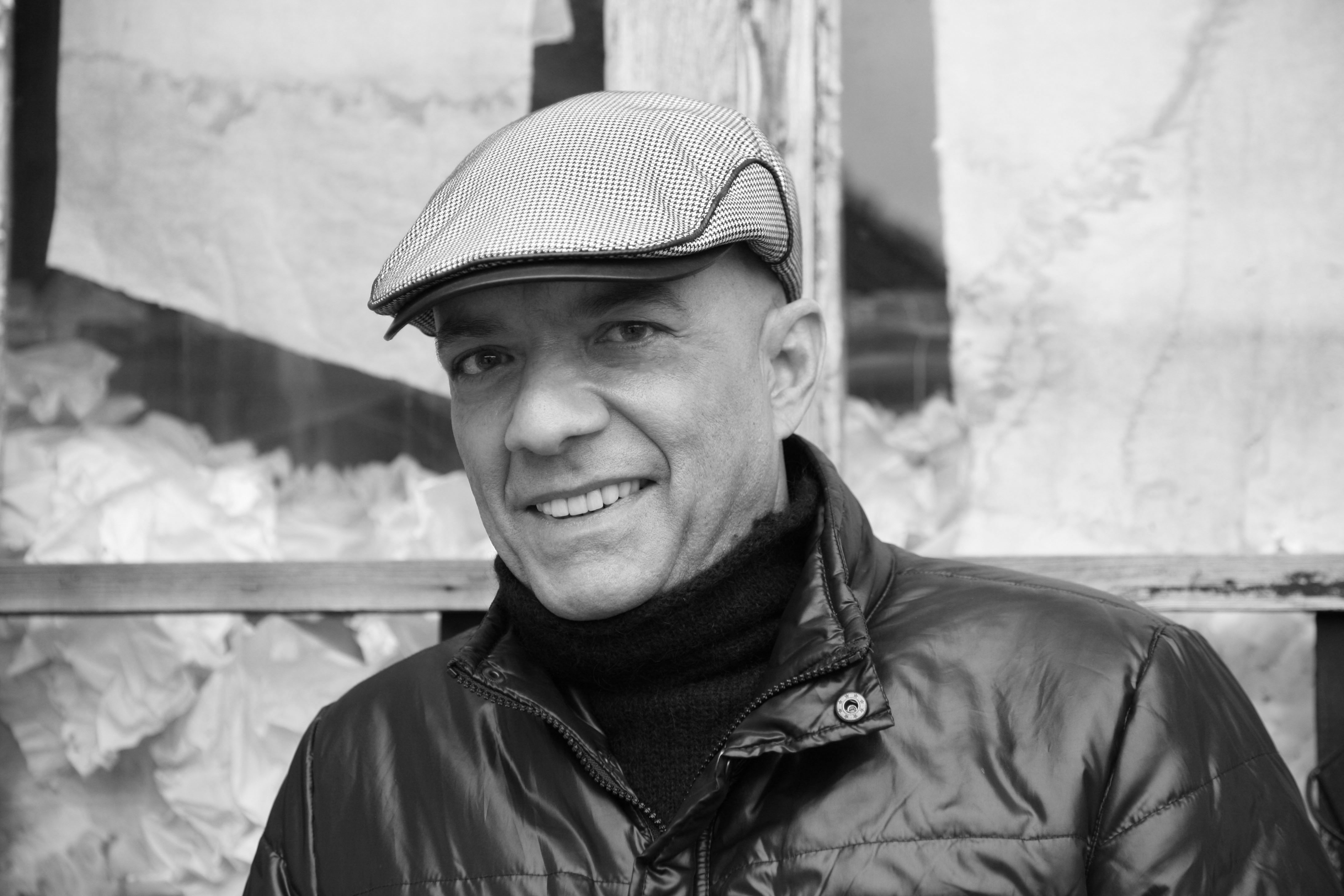
Roland Brival.
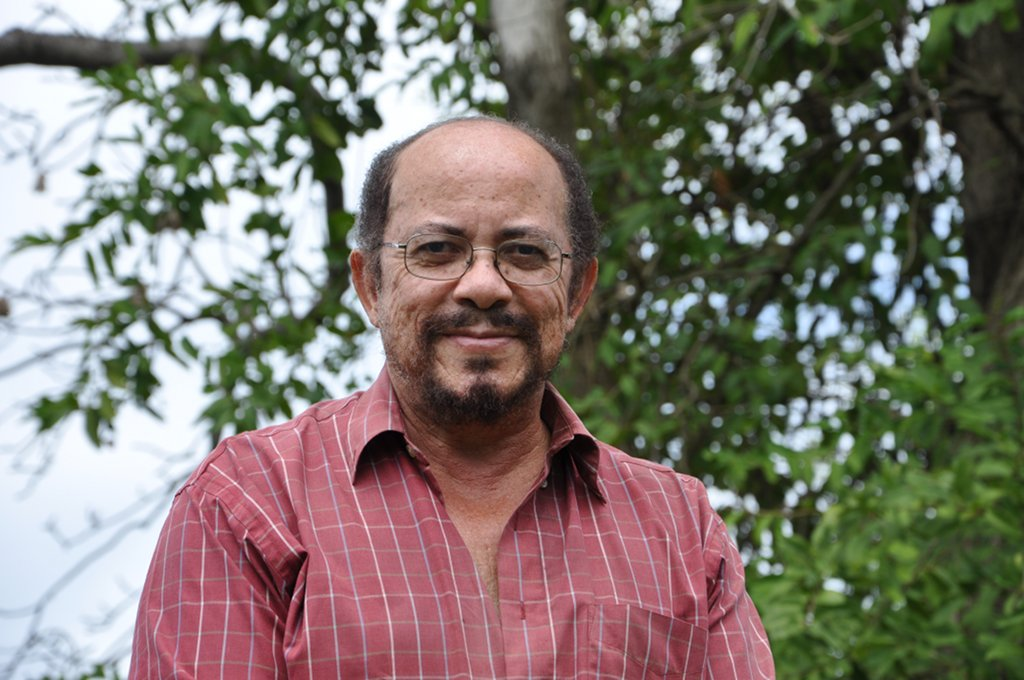
Raphaël Confiant.
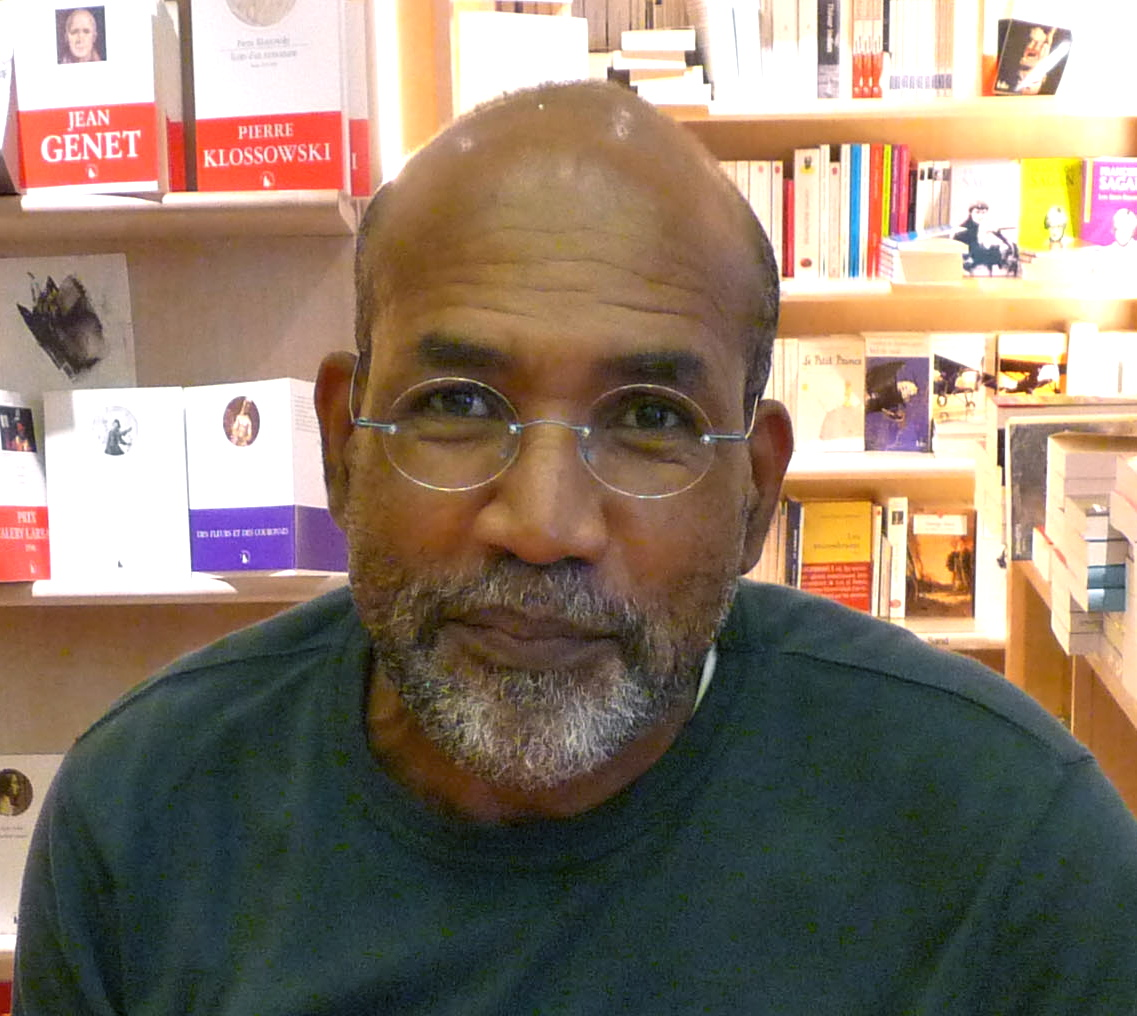
Patrick Chamoiseau.
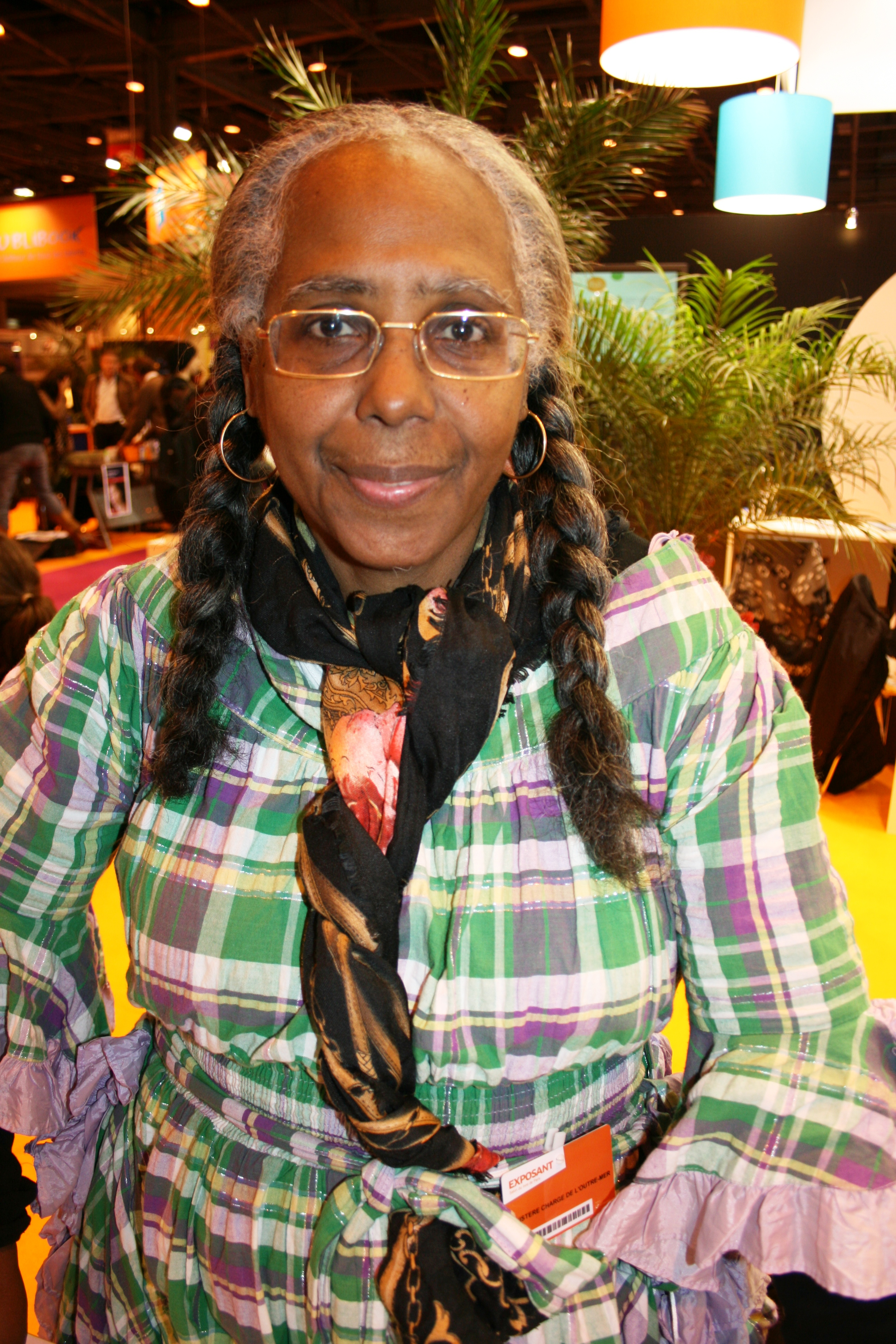
Jeannine Lafontaine.

### 1960
- Gerry L'Etang (1961-)[30], ethnologue
- Mireille Jean-Gilles (Guyane, 1962-)[31],[32], poétesse, dramaturge, nouvelliste, Sous un ciel (1994), Dans le cœur inépuisé de la mer (2003), Le Voyage en Haïti (2004), Voyage dans le ventre d’une femme avec des épines sur la tête (1995)...
- Éric Pézo (1963-)[33], poète, Portraitude, Lasotjé (2013), L'amour sinon rien (2019)
- Alain Agat (1964-), scénariste, documentariste, Négropolis (2012)
- Nicole Cage-Florentiny (1965-), poétesse, romancière, C’est vole que je vole (1998), Confidentiel (2000), L’Espagnole (2002), Aime comme musique ou comme mourir d’aimer (2005),

### 1970
- Sabine Andrivon-Milton (1970-) : historienne et écrivaine. Elle est auteure de recueil de poèmes et de chants et du roman "Anatole dans la tourmente du Morne Siphon".
- Alfred Alexandre (1970)[34],[35], Bord de canal, La nuit caribéenne...
- Fabienne Kanor (1970-), réalisatrice, écrivaine, D’Eaux douces, Humus, Les chiens ne font pas des chats, Anticorps, Faire l’aventure, Je ne suis pas un homme qui pleure...
- Hanétha Vété-Congolo (1973-)[36],[37],[38], poétesse, Avoir et être, ce que j'ai, ce que je suis (2009), Mon parler de Guinée (2015)
- Alexandre Tellim[12] (1975-) (?), Trempage Kréyol (2007)
- Jean-Marc Rosier (1976-)[39],[40], An Lavi chimérik, Lélékou, Noirs Néons, Les ténèbres intérieures...
- Gaël Octavia (1977-), peintre, poétesse, dramaturge, nouvelliste, réalisatrice, romancière, Congre et homard (2012), La Fin de Mame Baby (2017), La Bonne Histoire de Madeleine Démétrius (2020). Elle obtient en 2017 le prix Wepler, Mention spéciale du jury pour La fin de Mame Baby. Gaël Octavia est lauréate en 2025 du Prix Goncourt de la nouvelle pour "l'étrangeté de Mathilde T".

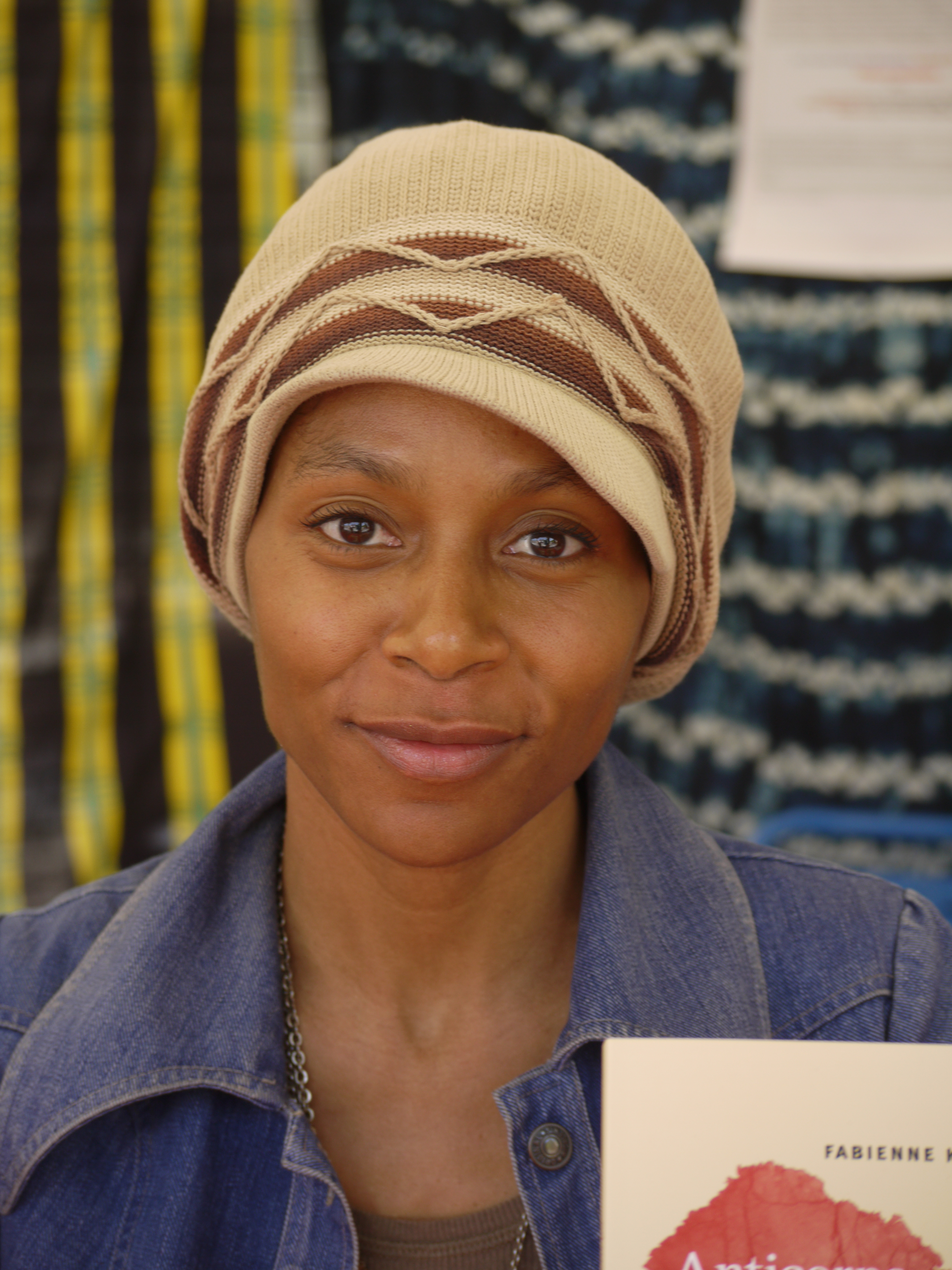
Fabienne Kanor.
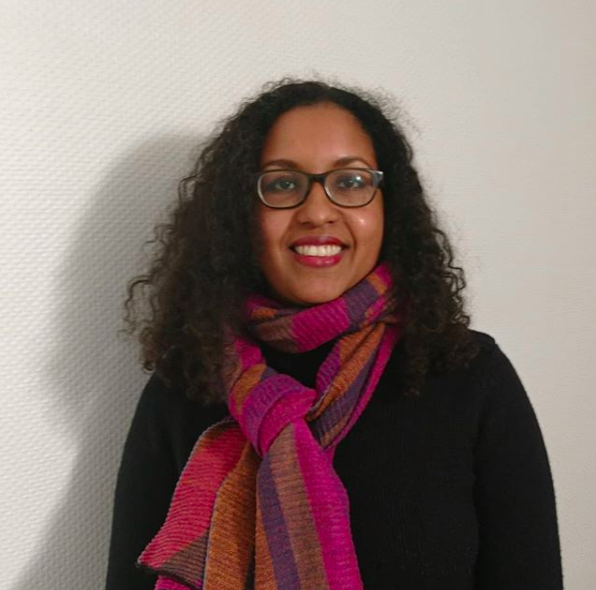
Gaël Octavia.

### 1980
- Nadia Chonville (1989 -); sociologue et romancière. Elle est l'auteure du roman fantastique "Rose de Wégastrie" en 3 tomes et du roman "Mon cœur bat vite"[41].

## Poésie
- Poésie créole des Antilles, sur le site potomitan

## Théâtre
- Aimé Césaire
- Bernard Lagier, Moi, chien créole (2007), L'Orchidée violée (2016)[42]

## Œuvres
- Œuvres littéraires se déroulant à la Martinique

## Institutions
- Prix littéraire des Caraïbes depuis 1965
- Prix RFO du livre (1995-2011)

## Revues
- La Revue des Antilles (1900)[43] (Société des amis des Noirs)
- L'Antillaise. Petite revue littéraire et scientifique[43]
- La Revue du monde noir[44],[45] (1931-1932, six numéros), menée par Paulette Nardal et Jeanne Nardal
- Tropiques (revue) (1941)
- Flamme[46](revue en ligne)